# Relaciones Benín-Venezuela
Las relaciones Benín-Venezuela se refieren a las relaciones internacionales que existen entre Benín y Venezuela. Ambos países establecieron relaciones consulares en 1991.

## Historia
Benín y Venezuela establecieron relaciones consulares el 20 de junio de 1991.
En 2018 Yuri Pimentel, el viceministro para África del ministerio de relaciones exteriores de Venezuela, inició una gira de trabajo en África que empezó en Benín. Durante la visita, ambos países firmaron acuerdos y convenios relacionados con la supresión de visas y el narcotráfico.
El 4 de julio de 2019 la nueva embajadora de Venezuela ante Benín, Belén Teresa Orsini Pic, presentó sus cartas credenciales al presidente Patrice Talon en el Palacio de La Marina, en Cotonú. El 22 de septiembre de 2020, durante el 75° período de sesiones de la Asamblea General de las Naciones Unidas, los cancilleres de Venezuela y Benín, Jorge Arreaza y Aurélien Agbénonci respectivamente, sostuvieron una reunión a través de una videoconferencia, acompañados del viceministro para África de la cancillería venezolana, Yuri Pimentel, y la embajadora Orsini.

## Misiones diplomáticas
- Benín no tiene una acreditación para Venezuela.
- Venezuela tiene una embajada en Cotonú.[6]